# Jeff Fahey
Jeff Fahey, född 29 november 1952 i Olean, New York, är en amerikansk skådespelare.
Hans genombrott kom i mitten av 1980-talet med filmen Silverado. Därefter medverkade han i Psycho III innan han spelade mot Clint Eastwood i dennes film Vit jägare, svart hjärta (1990). En av hans mest kända roller är titelrollen i den framgångsrika filmen Gräsklipparmannen (1992). Därefter har han mest medverkat i lågbudgetfilmer och tv-produktioner, med undantag från Planet Terror (2007).
Jeff Fahey har tolv syskon.

## Filmografi (i urval)

### Filmer
- 1985 - Silverado - Tyree
- 1986 - Psycho III - Duane Duke
- 1987 - Dödligt bakslag - Donnie McAndrew
- 1988 - McGuinns blodshämnd - Ray McGuinn
- 1990 - Nyckel till mord - Matthew Manus
- 1990 - Impuls - Stan
- 1990 - Parker Kane i skottlinjen - Parker Kane
- 1990 - Vit jägare, svart hjärta - Pete Verrill
- 1990 - The Last of the Finest - Ricky Rodriguez
- 1991 - Body Parts - Bill Crushank
- 1991 - Iron Maze - dödens labyrint - Barry Mikowski
- 1992 - Gräsklipparmannen - Jobe Smith
- 1992 - Tecknaren - Jack Whitfield
- 1993 - Lockad av ondskan - Will McCaid
- 1993 - Kvinnligt begär - Jack Lynch
- 1994 - Temptation - Eddie Lanarsky
- 1994 - Wyatt Earp - Ike Clanton
- 1995 - I demonernas våld - Tom Bennett
- 1995 - Blint vittne - Jack
- 1996 - Darkman 3 - Peter Rooker
- 1996 - Varje kvinnas dröm - Mitch Parker
- 1996 - Time Under Fire - Alan/John Deakins
- 1996 - The Sweeper Dale Goddard
- 1997 - Chase Under Fire - David Chase
- 1997 - Underground - Brian Donnegan
- 1998 - Dödlig otrohet - Griffin
- 1998 - Den tatuerade mördaren - Dan Collins
- 1999 - No Tomorrow - Davis
- 1999 - Detour - Danny Devlin
- 2007 - Planet Terror - J.T.
- 2010 - Machete - Michael Booth
- 2014 - Skin Traffik - Jacob Andries
- 2019 - Alita: Battle Angel - McTeague

### TV-serier
- 1982-1985 - One Life to Live - Gary Corelli, okänt antal avsnitt
- 1986 - Alfred Hitchcock presenterar - Ray Lee, 1 avsnitt
- 1986 - Miami Vice - Eddie Kaye, 1 avsnitt
- 2001 - Nash Bridges - Nelson Collins, 1 avsnitt
- 2004 - Jordan, rättsläkare - Bounty Hunter, 1 avsnitt
- 2004 - Drömmarnas tid - Stevens, 2 avsnitt
- 2008-2010 - Lost - Frank Lapidus, 30 avsnitt
- 2015 - From Dusk Till Dawn: The Series